# Diòcesi de Macri
La diòcesi de Macri (en llatí: Dioecesis Macrensis in Mauretania) és una seu suprimida i actualment seu titular de l'Església catòlica.

## Història
Macri, identificabile amb Henchir-Remada a l'actual Algèria, era una antiga seu episcopal de la província romana de la Mauritània Sitifense.
Només hi han documentats dos bisbes de Macri: el donatista Màxim, que va prendre part al concili de Cartagena del 411, que va reunir als bisbes donatistes i catòlics d'Àfrica i catòliques; i Emèrit, que va participar en el sínode es va reunir a Cartago del rei vàndal Huneric en 484 i es va exiliar després.
Macri sobreviu avui com seu bisbal titular; l'actual arquebisbe, títol personal, és Pablo Puente Buces antic nunci a Gran Bretanya.

## Cronologia de bisbes
- Màxim † (mencionat el 411) (bisbe donatista)
- Emèrit † (mencionat el 484)

## Cronologia de bisbes titulars
- Matthieu Petit-Didier, O.S.B. † (2 de desembre de 1726 - 17 de juny de 1728)
- Michał Remigiusz Łaszewski † (2 d'octubre de 1730 - 2 d'octubre de 1746)
- Petrus de Glory † (14 de juliol 1820 - 21 d'agost 1821)
- Hermann von Vicari † (24 de febrer de 1832 - 30 de gener de 1843 nomenat arquebisne de Friburg de Brisgoòvia)
- José Domingo Sanchez † (30 gennaio 1843 - ?)[1]
- John Healy † (27 de juny de 1884 - 2 d'agost de 1896 nomenat bisbe de Clonfert)
- Owen Patrick Bernard Corrigan † (29 de setembre de 1908 - 9 d'abril de 1929)
- Frédéric-Joseph-Marie Provost, M.E.P. † (20 de maig de 1929 - 27 de setembre de 1952)
- Joseph Streidt † (3 d'agost d e 1956 - 28 de gener de 1961)
- Miguel d'Aversa, S.D.B. † (21 de maig de 1962 - 26 de maig de 1978 dimesso)
- Pablo Puente Buces, des del 18 marzo 1980